# Torger Nergård
Torger Nergård (Trondheim, 12 dicembre 1974) è un giocatore di curling norvegese.

## Biografia
Partecipò all'età di 27 anni ai XIX Giochi olimpici invernali edizione disputata a Salt Lake City (Stati Uniti d'America) nel 2002, riuscendo ad ottenere la medaglia d'oro nella squadra norvegese con i connazionali Lars Vågberg, Flemming Davanger, Bent Ånund Ramsfjell e Pål Trulsen.
Nell'edizione la nazionale canadese ottenne la medaglia d'argento, la svizzera quella di bronzo. Vinse anche una medaglia d'argento ai XXI Giochi olimpici invernali.